# イン・ザ・ポケット (ジェームス・テイラーのアルバム)
『イン・ザ・ポケット』（In the Pocket）はアメリカのシンガー・ソングライター、ジェームス・テイラーの7枚目のスタジオ・アルバムであり、コロムビア・レコードに移籍する前のワーナー・ブラザース・レコードでの最後のアルバムとなった。1976年6月に発売されると、このアルバムではテイラーがアート・ガーファンクル（「ジャンキーの嘆き」でテイラーとデュエットし、「キャプテン・ジムの酔いどれ夢」ではバッキング・ボーカルを務めた）、カーリー・サイモン（テイラーの妻であり、「愛の恵みを」でテイラーとのハーモニーを歌った）、スティーヴィー・ワンダー（テイラーとともに「悲しまないで」を作り、ハーモニカを演奏した）、デヴィッド・クロスビー、リンダ・ロンシュタット、ボニー・レイットなどの多くの仕事仲間や友人とスタジオで録音したことが明らかになった。
1975年後半から76年初頭にかけてのセッションの結果は長年に渡ってテイラーのスタンダードとしてコンサートでのお気に入りの曲となったシングルカットされた「愛の恵みを」で強調された非常にメロディアスなアルバムであり、テイラーの最も多様で洗練されたアルバムとなった。シングルとしてリリースされたこの曲はビルボードのチャートで1976年9月18日に22位に達し、アメリカのアダルトコンテンポラリー・チャートでは頂点を極めた。この曲の成功にもかかわらず、『イン・ザ・ポケット』はテイラーの前作『ゴリラ』ほどには成功せず、ビルボード・アルバム・チャートで16位に届くにとどまった（これはデビューアルバム以来1970年代のテイラーのアルバムで最も低い順位である）。それにこかかわらず、このアルバムはRIAAのゴールド認定を受け、ファンのお気に入りとなった。
2008年、このアルバムはライノ・レコードの子会社、フラッシュバック・レーベルから再発売された。
| 専門評論家によるレビュー      | 専門評論家によるレビュー |
| レビュー・スコア              | レビュー・スコア         |
| 出典                          | 評価                     |
| ----------------------------- | ------------------------ |
| オールミュージック            | [ 1 ]                    |
| Encyclopedia of Popular Music | [ 2 ]                    |
| MusicHound                    | 2/5                      |
| ローリング・ストーン          | (highly unfavorable)     |
| The Rolling Stone Album Guide | [ 5 ]                    |

## 収録曲
特記あるもの除き、全曲ジェームス・テイラーによる作詞作曲
サイド1
1. 「愛の恵みを（英語版）」"Shower the People" – 4:32
2. 「ジャンキーの嘆き」"A Junkie's Lament" (アート・ガーファンクルとのデュエット) – 3:27
3. 「マネー・マシーン」"Money Machine" – 4:35
4. 「スロウ・バーニング・ラヴ」"Slow Burning Love" – 3:43
5. 「エヴリバディ・はず・ザ・ブルース」"Everybody Has the Blues" – 2:01
6. 「ダディーズ・オール・ゴーン」"Daddy's All Gone" – 3:38

サイド2
1. 「女に必要なもの（英語版）」"Woman's Gotta Have It" (ボビー・ウーマック、ダリル・カーター、リンダ・クック・ウーマック) – 4:20
2. 「キャプテン・ジムの酔いどれの夢」"Captain Jim's Drunken Dream" – 4:00
3. 「悲しまないで」"Don't Be Sad 'Cause Your Sun Is Down" (スティーヴィー・ワンダーが参加) (ジェームス・テイラー、スティーヴィー・ワンダー) – 3:28
4. 「100マイルの別離」"Nothing Like a Hundred Miles" – 3:35
5. 「ファミリー・マン」"Family Man" – 3:34
6. 「黄金の瞬間」"Golden Moments" – 3:35

## パーソネル
- ジェームス・テイラー – リード・ボーカル、ハーモニー・ボーカル(1, 3, 8, 10)、アコースティック・ギター(1, 2, 4, 5, 8, 9, 10)、管楽編曲(3, 11)、バス・ハーモニカ(4)、バッキング・ボーカル(4)、エレクトリック・ギター(6)
- ダニー・コーチマー – エレクトリック・ギター(3, 4, 6, 7, 8, 11)、マンドリン(4)、アコースティック・ギター(7)
- ワディ・ワクテル – エレクトリック・ギター(7, 10)
- デビッド・グリスマン – マンドリン(8)、マンドチェロ(8)
- ハーブ・ペダーセン – バンジョー(9)
- デヴィッド・リンドレー – ドブロ(10)
- クラレンス・マクドナルド（英語版） – フェンダー・ローズ(1, 2, 4, 6, 7)、ホーンオルガン(1)、ムーグ・シンセサイザー(2)、アコースティック・ギター(3, 8, 9)、ハモンド・オルガン(11)
- ニック・デカーロ – ヴォイスオルガン(1, 3, 12)、ホーンオルガン(1, 2, 3, 12)、アコーディオン(4, 8), ARPストリング・アンサンブル(4)、弦楽編曲および指揮
- マルコム・セシル（英語版） – ムーグ・シンセサイザー・プログラミング
- クレイグ・ドージ（英語版） – キーボード(5)
- リーランド・スカラー – ベース・ギター(1, 2, 3, 6-12)
- ウィリー・ウィークス – ベース・ギター(4)
- レッド・カレンダー（英語版） – ダブル・ベース(5)、チューバ(5)
- ラス・カンケル – ドラムス(1-4, 6-11)、パーカッション(1, 2, 4, 6, 7, 9)
- ジム・ケルトナー – ドラムス(5)
- ヴィクター・フェルドマン – オーケストラ・ベルズ(1)、ヴィブラフォン(1)、パーカッション(3)、マリンバ(8)、バス・マリンバ(8)、シンバル(8)、ウィンドチャイム(8)
- ミルト・ホランド（英語版） – チャイム (2, 8)、ウィンドチャイム(2)
- ケニー・ワトソン – ツィンバロム(4)
- ピーター・アッシャー – タンバリン(7)
- ラス・タイトルマン（英語版） – タンバリン(9)
- ボビー・ホール（英語版） – コンガ(11)、シェイカー(11)、 トライアングル(12)
- ゲイル・レヴァント – ハープ(2, 12)
- マイケル・ブレッカー – サクソフォン(3, 11)
- アーニー・ワッツ – サクソフォン(5)
- ジョージ・ボハノン（英語版） – トロンボーン(5)、管楽編曲(5)
- スティーヴ・マダイオ – トランペット(3, 11)
- オスカー・ブラッシャー（英語版） –  トランペット(5)
- スティーヴィー・ワンダー – ハーモニカ(9)
- カーリー・サイモン – ハーモニー・ボーカル(1, 2, 11)、バッキング・ボーカル(4)
- アート・ガーファンクル – リード・ボーカル(2)、ハーモニー・ボーカル(8)
- ヴァレリー・カーター – ハーモニー・ボーカル(3, 11)
- デヴィッド・クロスビー – ハーモニー・ボーカル(10)
- グレアム・ナッシュ – ハーモニー・ボーカル(10)
- ボニー・レイット – ハーモニー・ボーカル(11)
- アレックス・テイラー（英語版） – ハーモニー・ボーカル(11)

### 製作
- プロデューサー – ラス・タイトルマンおよびレニー・ワロンカー
- 製作助手 – トゥルーディー・ポーチ
- リー・ハーシュベルグがワーナー・ブラザース・スタジオ（カリフォルニア州ハリウッド）で録音、ミキシングおよびマスタリング
- エンジニア助手 – ロイド・クリフト
- 個人マネージャー – ピーター・アッシャー
- 美術監督およびカバーデザイン – マイク・サリスベリー
- 写真撮影 – ノーマン・シーフ